# Европско првенство у атлетици на отвореном 1938 — 110 метара препоне за мушкарце
Трка на 110 метара са препонама у мушкој конкуренцији на 2. Европском првенству у атлетици 1938. одржана је 4. септембра на стадиону Коломб у Паризу.
Титулу освојену у Торину 1934, није бранио Јожеф Ковач из Мађарске.

## Земље учеснице
Учествовало је 12 такмичара из 9 земаља.
1. Данска (1)
2. Грчка (1)
3. Италија (1)
4. Немачка (1)
5. Уједињено Краљевство (2)
6. Француска (2)
7. Холандија (1)
8. Швајцарска (2)
9. Шведска (1)

## Рекорди
| Рекорди пре почетка Европског првенства 1938.     | Рекорди пре почетка Европског првенства 1938. | Рекорди пре почетка Европског првенства 1938. | Рекорди пре почетка Европског првенства 1938. | Рекорди пре почетка Европског првенства 1938. | Рекорди пре почетка Европског првенства 1938. |
| ------------------------------------------------- | --------------------------------------------- | --------------------------------------------- | --------------------------------------------- | --------------------------------------------- | --------------------------------------------- |
| Светски рекорд                                    | Форест Таун САД                               | 13,7                                          | Осло Норвешка                                 | 27. август 1936.                              |                                               |
| Европски рекорд                                   | Хокан Лидман, Шведска                         | 14,3                                          | Гетеборг Шведска                              | 2. септембар 1936.                            |                                               |
| Рекорди Европских првенстава                      | Јожеф Ковач, Мађарска                         | 14,8                                          | Торино Италија                                | 8. септембар 1934.                            |                                               |
| Рекорди после завршетка Европског првенства 1938. |                                               |                                               |                                               |                                               |                                               |
| Европски рекорд                                   | Дон Финли Уједињено Краљевство                | 14,3                                          | Париз Француска                               | 4. септембар 1938.                            |                                               |
| Рекорди Европских првенстава                      | Дон Финли Уједињено Краљевство                | 14,3                                          | Париз Француска                               | 4. септембар 1938.                            |                                               |

## Освајачи медаља
|                                |                      |                           |
| Дон Финли Уједињено Краљевство | Хокан Лидман Шведска | Рајндерт Брасер Холандија |

## Резултати

### Квалификације
Квалификације су одржане 4. септембра са почетком у 14,59. За финале су се пласирала по двојица првопласираних из три квалификационе групе. (КВ)
| Место | Група | Атлетичар          | Земља                | Резултат | Бел.    |
| ----- | ----- | ------------------ | -------------------- | -------- | ------- |
| 1.    | 1     | Дон Финли          | Уједињено Краљевство | 14,4     | КВ, РЕП |
| 2.    | 1     | Рајндерт Брасер    | Холандија            | 14,6     | КВ, НР  |
| 3.    | 2     | Хокан Лидман       | Шведска              | 14,8     | КВ      |
| 4.    | 3     | Карл Кумпман       | Немачка              | 14,8     | КВ, РЕП |
| 5.    | 1     | Џон Торнтон        | Уједињено Краљевство | 14,8     | КВ      |
| 6.    | 3     | Рене Кунц          | Швајцарска           | 15,2     |         |
| 7.    | 1     | Свенд Оге Томсен   | Данска               | 15,4     |         |
| 8.    | 1     | Вернер Кристен     | Швајцарска           | 15,4     | КВ      |
| 9.    | 3     | Жан Франсоа Брисон | Француска            | 15,7     |         |
| 10.   | 1     | Абел Ели           | Француска            | 16,0     |         |
| 11.   | 2     | Ђорђо Oberweger    | Италија              | 17,3     |         |
| 12.   | 2     | Христос Мантикас   | Грчка                | 18,0     |         |

### Финале
Финална трка одржана је истог дана у 16.50.
| Место | Атлетичар       | Земља                | Резултат | Бел.        |
| ----- | --------------- | -------------------- | -------- | ----------- |
|       | Дон Финли       | Уједињено Краљевство | 14,3     | ЕР, РЕП, НР |
|       | Хокан Лидман    | Шведска              | 14,5     |             |
|       | Рајндерт Брасер | Холандија            | 14,8     |             |
| 4.    | Џон Торнтон     | Уједињено Краљевство | 14,8     |             |
| 5.    | Карл Кумпман    | Немачка              | 15,3     |             |
| 6.    | Вернер Кристен  | Швајцарска           | 15,4     |             |

## Укупни биланс медаља у трци на 110 метара са препонама за мушкарце после 2. Европског првенства 1934—1938.
|    | Земља                |   |   |   |   |
| -- | -------------------- | - | - | - | - |
| 1. | Мађарска             | 1 | 0 | 0 | 1 |
| 1. | Уједињено Краљевство | 1 | 0 | 0 | 1 |
| 3. | Немачка              | 0 | 1 | 0 | 1 |
| 3. | Шведска              | 0 | 1 | 0 | 1 |
| 5. | Холандија            | 0 | 0 | 1 | 1 |
| 5. | Норвешка             | 0 | 0 | 1 | 1 |
|    | Укупно {6}           | 2 | 2 | 2 | 6 |

|                                       | Атлетичар                             | Земља                                 |                                       |                                       |                                       |                                       |
| Није био вишеструких освајача медаља. | Није био вишеструких освајача медаља. | Није био вишеструких освајача медаља. | Није био вишеструких освајача медаља. | Није био вишеструких освајача медаља. | Није био вишеструких освајача медаља. | Није био вишеструких освајача медаља. |
| ------------------------------------- | ------------------------------------- | ------------------------------------- | ------------------------------------- | ------------------------------------- | ------------------------------------- | ------------------------------------- |